# تولی، کوئینزلند
تولی (به انگلیسی: Tully) یک شهرک در استرالیا است که در Cassowary Coast Region واقع شده‌است.